# (3807) Pagels
(3807) Pagels ist ein Asteroid des Hauptgürtels, der am 26. September 1981 von den US-amerikanischen Astronomen Brian A. Skiff und Norman G. Thomas an der Anderson Mesa Station des Lowell-Observatoriums (IAU-Code 688) in Flagstaff entdeckt wurde.
Der Asteroid wurde nach dem US-amerikanischen Physiker Heinz Pagels (1939–1988) benannt.